# 上月駅
上月駅（こうづきえき）は、兵庫県佐用郡佐用町上月にある、西日本旅客鉄道（JR西日本）姫新線の駅である。兵庫県最西端、及び近畿地方最西端の駅である。

## 概要
当駅駅から姫路方面の兵庫県区間は近畿統括本部が管轄する。次の美作土居駅 - 新見駅間の岡山県区間は中国統括本部管轄である。朱色のラインカラー駅名標が見られるのも、津山駅を除けばこの駅までである。中国統括本部管内区間では、以前の岡山支社の方針もあり、津山駅以外の駅名標にラインカラーは反映されていない。

## 歴史
- 1936年（昭和11年）
  - 4月8日：鉄道省姫津線（現・姫新線）佐用駅 - 美作江見駅間延伸時に開設[1][2]。
  - 10月10日：姫津線が姫新線の一部となり、当駅もその所属となる。
- 1963年（昭和38年）2月1日：貨物取扱廃止[2]。
- 1971年（昭和46年）3月1日：荷物扱い廃止[4]、無人駅化[5]。
- 1987年（昭和62年）4月1日：国鉄分割民営化に伴い、西日本旅客鉄道（JR西日本）の駅となる[2]。
- 1996年（平成8年）10月4日：駅舎改築[1][6]。
- 2009年（平成21年）
  - 8月10日：台風9号の被害に伴い、当駅前後の区間が不通となり営業休止。8月12日よりバス代行開始。
  - 10月5日：佐用駅 - 当駅 - 美作江見駅間運転再開に伴い、営業再開。
- 2010年（平成22年）3月13日：姫新線高速化事業完成、姫路方面への直通列車が日中にも拡大。

## 駅構造
相対式ホーム2面2線で列車交換が可能な地上駅。駅舎は姫路方面行ホーム側にあるが、駅舎側が2番のりばとなっている。両ホームは津山寄りにある構内踏切で連絡している・
姫路駅管理の無人駅。水洗トイレがある。
なお、駅舎は佐用町の特産物直売所が併設されている。特産物直売所は飲食店も兼ね、待合室に設置されたテーブルでの食事も可能だが、席数が少ない。主に味噌煮込みうどん・山菜蕎麦・きつねうどんが食べられる。

### のりば
| のりば | 路線   | 方向 | 行先           | 備考          |
| ------ | ------ | ---- | -------------- | ------------- |
| 1      | 姫新線 | 下り | 津山方面       |               |
| 2      | 姫新線 | 上り | 佐用・姫路方面 | 一部1番のりば |

付記事項
- 当駅止まりの列車については、姫路方面からは2番のりばに、津山方面からは1番のりばに直接入線すると言う逆線入線の形を取る。そのため、原則として停車ホームは方向別で分かれているが、7・20時台には1本ずつ、津山方面からの佐用行列車が1番のりばに停車する（後者は2番のりばが姫路方面からの列車の折返しで塞がるため）。
- キハ122系・127系に対応したホーム嵩上げは2番のりばの姫路方のみ実施されているため、2番のりばに到着する列車のうち、当駅折返しの姫路方面への直通列車はホーム姫路方、津山方面からの佐用行はホーム津山方に停車する。
- 当駅では夜間滞泊は行われていない。

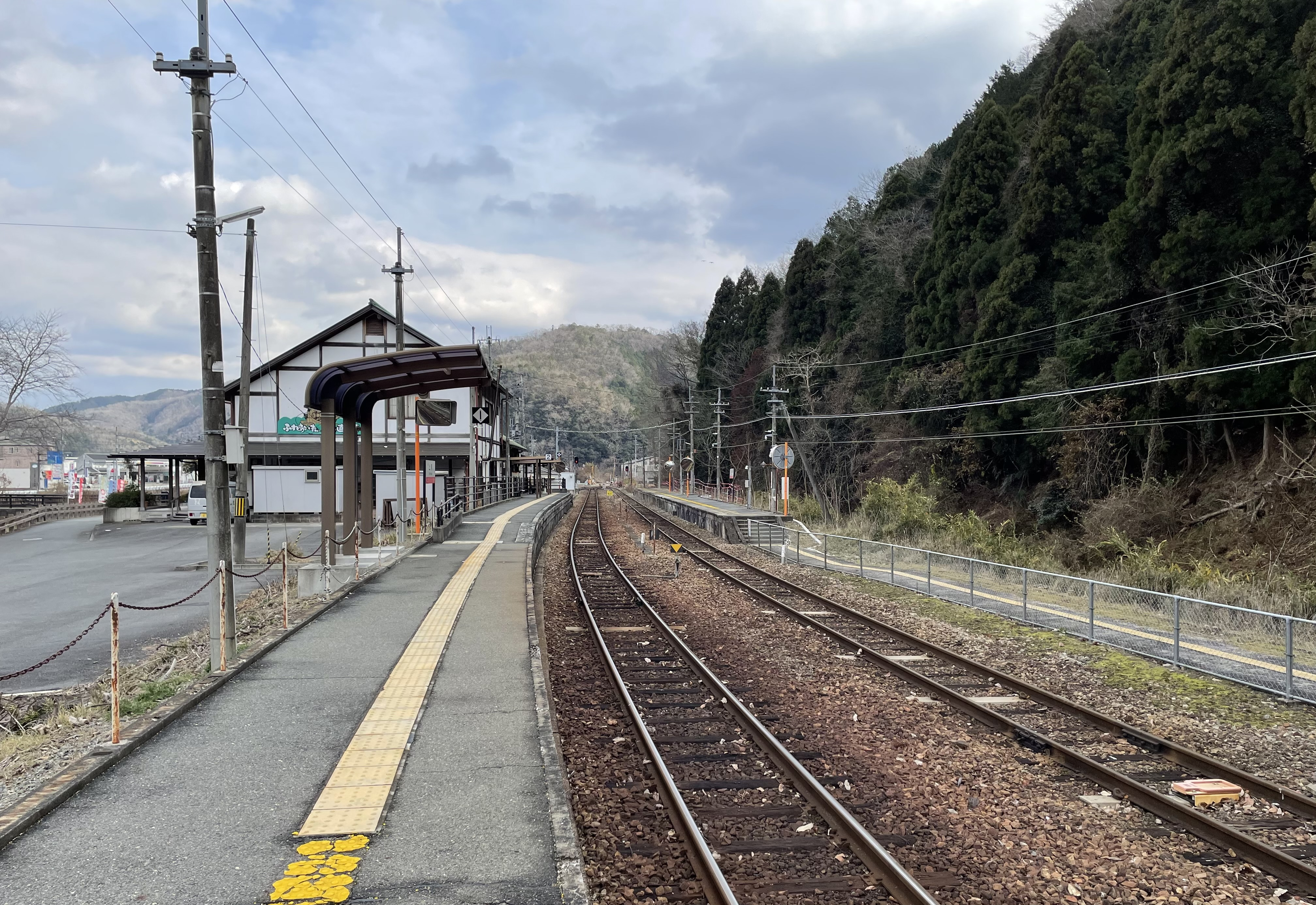
構内（2024年12月）
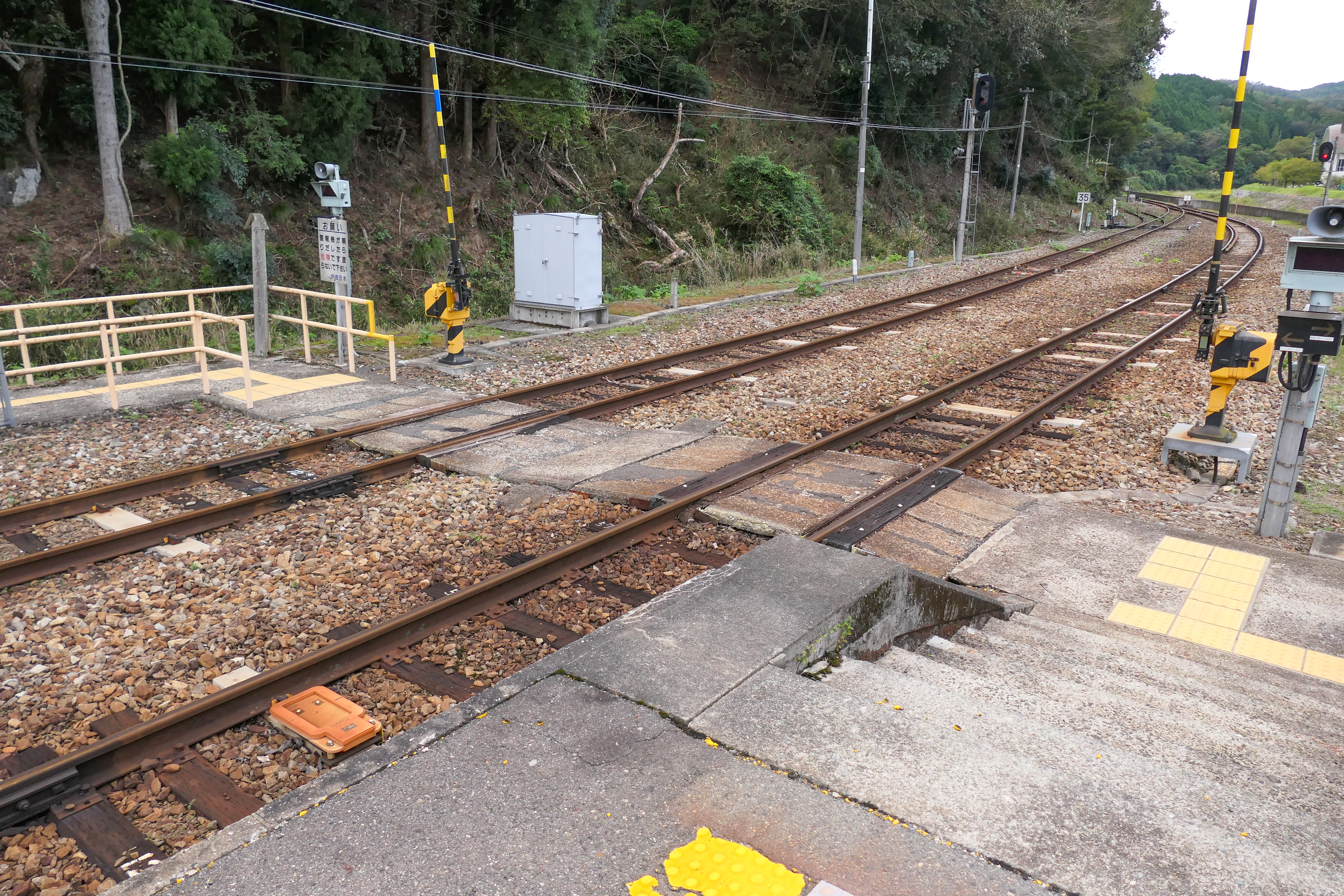
構内踏切（2022年9月）
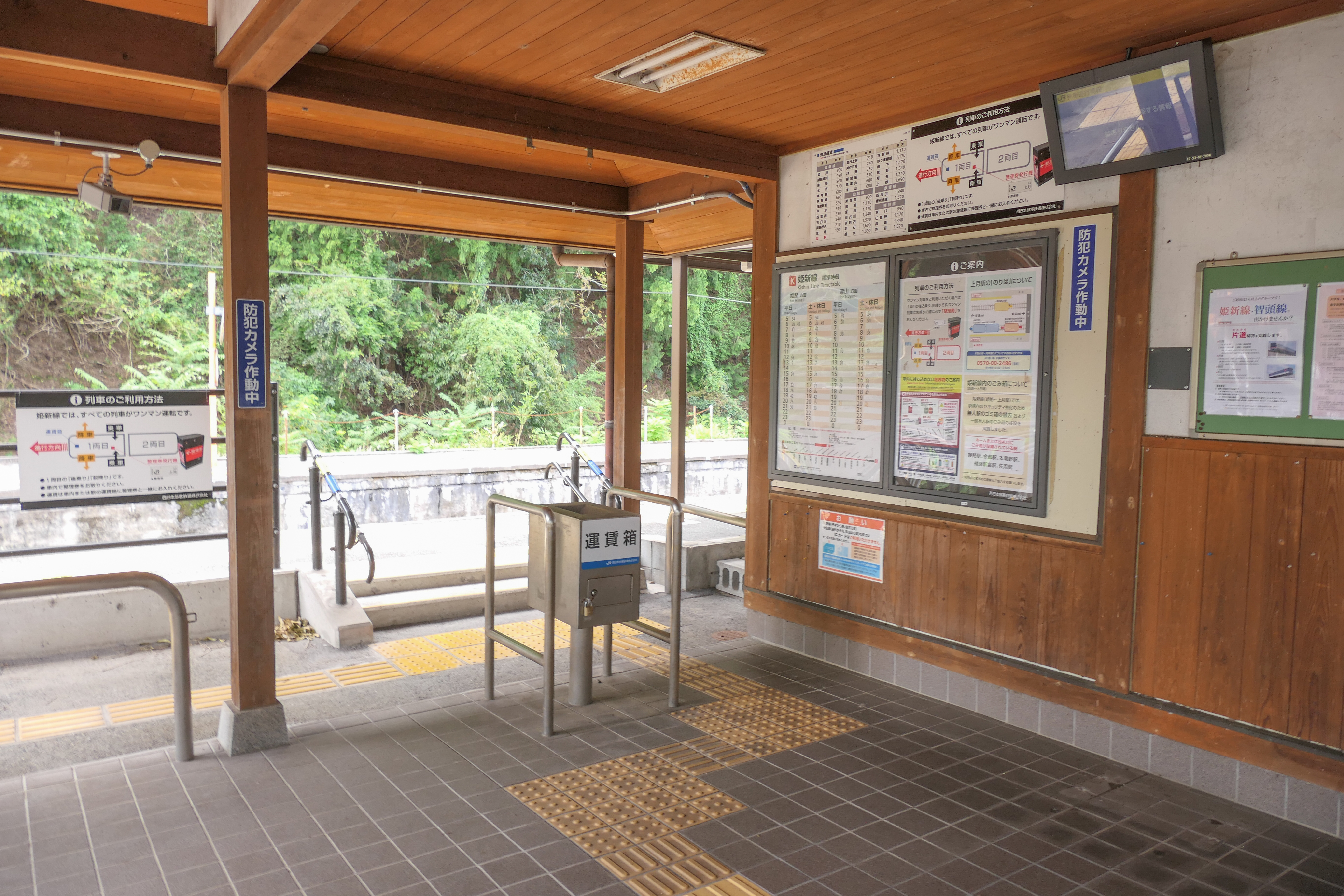
駅舎内（2022年9月）

## 利用状況
2021年（令和3年）度の1日平均乗車人員は31人である。
近年の1日平均乗車人員の推移は以下の通り。
| 乗車人員推移 | 乗車人員推移 |
| 年度         | 1日平均人数  |
| ------------ | ------------ |
| 2000         | 61           |
| 2001         | 47           |
| 2002         | 42           |
| 2003         | 42           |
| 2004         | 31           |
| 2005         | 33           |
| 2006         | 32           |
| 2007         | 26           |
| 2008         | 27           |
| 2009         | 25           |
| 2010         | 41           |
| 2011         | 42           |
| 2012         | 38           |
| 2013         | 39           |
| 2014         | 41           |
| 2015         | 43           |
| 2016         | 49           |
| 2017         | 40           |
| 2018         | 38           |
| 2019         | 37           |
| 2020         | 26           |
| 2021         | 31           |

## 駅周辺
- 佐用町役場上月支所
- 佐用町立上月中学校
- 佐用町立上月小学校
- 上月郵便局
- 兵庫西農業協同組合（JA兵庫西）上月支店[8]
- 上月城跡[1]
- 上月体育館(ホタルドーム)
- 国道179号
- 国道373号

## 隣の駅
西日本旅客鉄道（JR西日本）
 姫新線
■快速（上りは当駅止まりのみ）
佐用駅 → 上月駅 - 美作江見駅
■普通
佐用駅 - 上月駅 - 美作土居駅